# 約瑟·布蘭特
約瑟·布蘭特（1743年3月－1807年11月24日），族名泰因德尼加（英語：Thayendanegea），莫霍克人戰士及酋長，英國印第安部譯官。他是美國獨立戰爭時期莫霍克人的重要領袖，支持英國作戰。他曾經兩次出訪英國，一生周旋於北美原住民、英國及美國等各方勢力。
布蘭特的父母是英國國教會信徒，母親帶有莫霍克血統。布蘭特憑著家人與英國印第安事務總監威廉·詹森爵士的關係，投身法國印第安戰爭，並接受英式教育。他隨後擔任英國與莫霍克人之間的中介及翻譯。美國獨立戰爭期間，布蘭特協助英軍作戰，贏得英國多名政要及將軍的尊敬。當易洛魁聯盟因為獨立戰爭而陷入內戰時，布蘭特繼續協助英軍，持續侵擾紐約州及俄亥俄谷地，在部族中逐漸樹立權威，更令到後世稱他為「魔鬼布蘭特」（Monster Brant）。
英國與美國議和後，布蘭特與美國及英屬北美政府展開多次談判，為破損的易洛魁聯盟爭取居留地。今日加拿大的格蘭河六國原住民居留地即由此而來。他的姐姐莫莉·布蘭特和兒子約翰·布蘭特，都是莫霍克人在18世紀未及19世紀初的重要領袖。

## 家世、早年及法國印第安戰爭

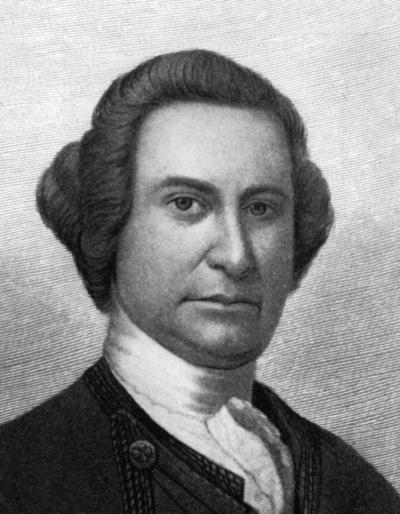
威廉·詹森肖像。詹森是英國的北美印第安事務總監，卻與原住民同棲同居，在原住民中擁有龐大威望。詹森同時是布蘭特姐姐莫莉·布蘭特的配偶，並且大力栽培布蘭特成材。

泰因德尼加的家世沒有確鑿紀錄。按照教會資料，泰因德尼加的父母是英國國教會的信徒，他生父的名稱是彼得（Peter），是北美原住民戰士；生母的名稱是瑪嘉烈（Margaret）。泰因德尼加領受洗禮時的名稱是約瑟（Joseph），而他姐姐的受洗名稱是瑪莉（Mary，後稱莫莉·布蘭特）。當時莫霍克人普遍接受基督教信仰，習慣把兒女交給傳教士施洗，也請傳教士負責證婚，但仍然保留本族的信仰儀式。根據教會紀錄，彼得和瑪嘉烈都在莫霍克人的群體生活，但只有瑪嘉烈擁有確鑿的莫霍克人血統。由於莫霍克人是母系社會，就算彼得是本族或異族的重要領袖，泰因德尼加也只能繼承母親的血統及社會地位，成為莫霍克人平民。
泰因德尼加在1743年出生後不久，他的生父便因故死亡，而瑪嘉烈則再婚了一次或兩次，生下了一定數量的兒女，但新的丈夫又因不明原因先後死亡。1752年，英國與中國之間的花旗蔘貿易在莫霍克河谷觸發炒賣風潮，瑪嘉烈在採摘人蔘時於亨特堡認識了莫霍克大酋長布蘭特·卡拿加拉登卡（Brant Canagaraduncka），並為他生了一個兒子。兩人在1753年9月於教堂結婚，搬遷到卡拿祖哈利居住。
泰因德尼加的家庭轉變，對他的前途有極大影響。他的繼父在莫霍克族擁有龐大影響力，時常代表部族參與易洛魁聯盟會議，又與英國印第安事務總監威廉·詹森爵士關係密切，更在1753年出訪費城。至於威廉·詹森是英國事實上的北美原住民外交官。他懂得莫霍克語言，融入莫霍克人的生活，被易洛魁人尊稱為Warraghiyagey（War-rah-hee-yay-gie），意指「能做大事的人」。詹森的龐大影響力，促使易洛魁聯盟在1740年代英皇喬治的戰爭及1750年代的法國印第安戰爭與英國聯手，攻擊新法蘭西及親法國殖民者的原住民部落。當詹森在卡拿祖哈利居住時，他與泰因德尼加的姐姐莫莉·布蘭特同居，更育有多名子女，在部落中被視為合法夫妻。
憑藉家人關係，泰因德尼加在1758年15歲時義務加入詹森的印第安部隊，預備支援詹姆斯·阿伯克龍比少將英軍進攻加拿大，但英軍卻旋即在鐘琴堡戰役（莫霍克人稱為提康德羅加堡）遭到法軍重創。後來泰因德尼加跟隨原住民部隊侵略法國殖民者的土地及村莊，逐漸累積軍事經驗。1759年，泰因德尼加隨軍參與尼亞加拉堡戰役，再在1760年跟隨傑弗里·阿美士德中將參與蒙特利爾圍城戰。法國印第安戰爭也在隨後結束。
由於英國軍人及殖民者不熟識莫霍克語言，所以他們習慣援引泰因德尼加繼父的名稱，把泰因德尼加稱為「布蘭特的約瑟」（Brant's Joseph，或Joseph Brant's）。這個英文姓名慢慢演變成「約瑟·布蘭特」（Joseph Brant），並且成為泰因德尼加本人的常用自稱。

## 接受教育、龐蒂亞克戰爭及鄧摩爾勳爵的戰爭

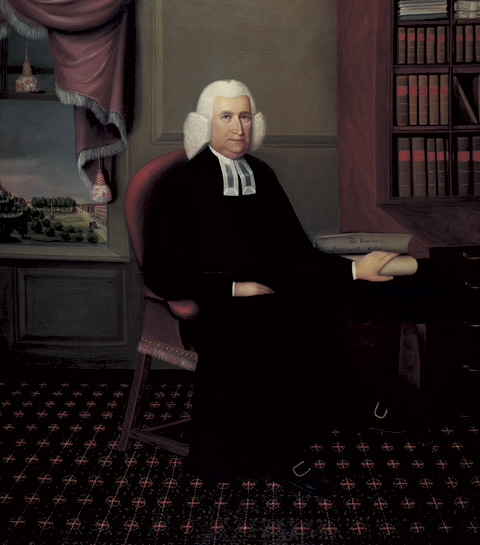
依利沙·惠洛克肖像。惠洛克在創辦達特茅斯學院前，曾經為原住民開設慈善學校，並且成為布蘭特的老師，向他授以英式教育。

1761年，布蘭特在詹森的推薦下，入讀康涅狄格殖民地黎巴嫩的摩亞慈善學校，接受英式教育。這座學校由傳教士依利沙·惠洛克開辦，以傳教及教育北美原住民為宗旨，是達特茅斯學院的前身。布蘭特在這段時間學懂英語，以及英國士紳的風俗禮儀。
1763年，五大湖地區及俄亥俄谷地多個部族因土地爭議，而與殖民者爆發龐蒂亞克戰爭。布蘭特因戰爭而終止學業，開始擔任詹森的信差，並跟隨詹森的部隊出征，攻擊叛亂英國的原住民村莊。他也在戰爭期間進入英國印第安部擔任翻譯官。在詹森及新任北美英軍總司令湯馬士·蓋奇的協力下，叛亂的部族先後同意談判，而英國政府也發表《1763年皇家宣言》，禁止殖民者在阿帕拉契山脈之西購買土地。詹森在1764年與五大湖地區的部族簽署尼亞加拉堡條約，再在1766年說服龐蒂亞克停戰，促使戰爭結束。不過殖民者與原住民的土地爭議並未因此平息。
戰後布蘭特回到家鄉卡拿祖哈利。他當時已經娶妻生子，既是畜養務農的大地主，又繼續從事翻譯工作。他更與傳教士一同把《聖經》的馬可福音翻譯成莫霍克語言。1774年，維珍尼亞殖民地總督鄧摩爾勳爵向俄亥俄谷地的原住民發動戰爭。雖然鄧摩爾勳爵沒有向易洛魁聯盟發動攻擊，但易洛魁聯盟仍即時到詹森廳堂召開大會，不料詹森卻在7月11日的原住民大會發言後暴病身亡。
布蘭特隨後繼續在印第安部供職，並且分擔新任英國印第安事務總監蓋伊·詹森的工作，但英國在原住民的權威已經不復以往。當時北美殖民地召開了大陸會議，商討反抗英國的徵稅政策，嘗試爭取原住民支持或保持中立；而英國的印第安部官員則不斷誘使易洛魁聯盟出兵，壯大英軍聲勢。這使到北美原住民逐漸成為雙方磨心。

## 美國獨立戰爭

### 英國之旅
1775年4月，美國獨立戰爭爆發，大陸軍不久更派兵遠征加拿大。布蘭特當時有隨同易洛魁聯盟的士兵協助英軍作戰，並很可能參與了聖讓恩堡圍城戰前夕的戰鬥，但這些原住民戰士在9月底已經自行解散。同年11月，布蘭特隨同蓋伊·詹森及前往英國，覲見喬治三世。詹森此行希望喬治三世及倫敦政府可以推翻魁北克省總督蓋伊·卡爾頓爵士的決定，允許軍隊調派原住民士兵到前線作戰，並讓自己兼任加拿大的印第安事務總監；但布蘭特等數名莫霍克人，卻打算藉著向英皇表達效忠，同時向英國政府傳達原住民的種種不滿，要求政府體恤補償。
布蘭特一行人在1775年12月底到達法爾茅斯，然後由陸路前往倫敦，在英國引起廣泛關注。蓋伊·詹森在1776年2月29日帶同布蘭特到聖詹姆士宮覲見喬治三世，並在兩周後以印第安部官員身份，與新任殖民地大臣喬治·熱爾曼勳爵會面。會上布蘭特全程以英語發言，闡述莫霍克人如何世代向英皇效忠、奧爾巴尼殖民者如何侵吞莫霍克人的土地、要求政府介入調停。不過熱爾曼勳爵只含糊答應在戰爭結束後作出公正處理，在答謝易洛魁聯盟的效忠之餘，又暗示易洛魁聯盟應該協助英軍作戰。布蘭特卻視之為英國政府處理土地爭議的確實承諾，決定回家後協助英軍徵兵。另外，熱爾曼勳爵雖然確認蓋伊·詹森為北美的印第安總監，但實際上卻沒有給予他在加拿大任何權力。
布蘭特在倫敦居住於普通旅館，但蓋伊·詹森為增強政治遊說效果，而經常請他出席社會名流的活動。第二代沃里克伯爵喬治·格雷維爾更邀請了自己贊助的畫家喬治·羅姆尼為布蘭特繪畫肖像。布蘭特也參觀了新市場賽馬場、溫莎堡、樸次茅夫海軍基地、倫敦塔及溫布頓開闊地的軍操表演，並在4月26日獲確認為共濟會成員。英國的官員通常把布蘭特稱為酋長甚至大酋長，但他在當時莫霍克人的身份只是一名戰酋。同年5月，布蘭特再次會見熱爾曼勳爵，然後在6月啟程返回北美。

### 薩拉托加戰事

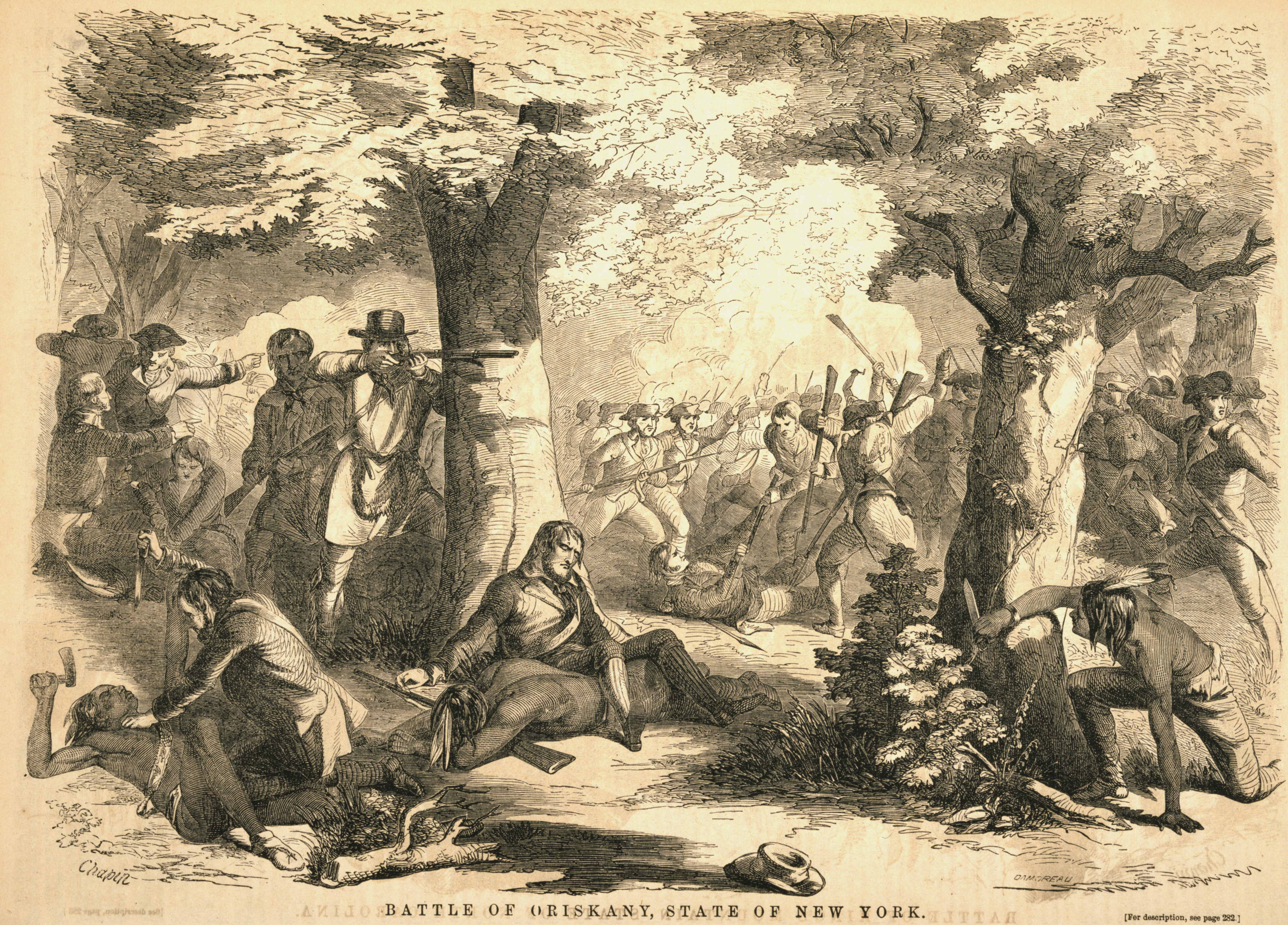
1777年，布蘭特率領原住民部隊跟隨巴利·聖烈治參與薩拉托加戰役，並且在奧里斯卡尼戰役中成功伏擊大陸軍。不過這場戰事卻直接觸發易洛魁聯盟的內戰，而死傷嚴重的原住民部隊更憤而離開英軍，迫使聖烈治撤回加拿大。這使到約翰·伯戈因的英軍最終在薩拉托加陷入包圍而投降。

布蘭特一行人沒有回到莫霍克河谷。他們在1776年7月底抵達斯塔滕島，預備協助新任北美英軍總司令威廉·何奧將軍進攻紐約市。布蘭特很可能在長島會戰中跟隨何奧的包抄部隊出發，但有否參與前線作戰事已經無從稽考。他的職責似乎是英軍的原住民參謀，時常與英國高級軍官一同起居生活。他與亨利·克林頓的副官羅頓勳爵結交，更與珀西伯爵結為一生摰友。要到1776年11月、英軍攻入新澤西州時，布蘭特才獲得何奧准許離開，到尼亞加拉堡召開部族會議，向易洛魁聯盟傳達英國政府的回覆。
布蘭特往返英國的一年之間，北美原住民的部落陷入更為嚴重的分歧。雖然大多數部落在1776年仍然以保持中立為宗旨，但他們與英國及美國之間卻有著各自的政治、貿易及文化關係，裂痕日漸加深。布蘭特在北上尼亞加拉堡時，更一度要裝扮成親美的奧奈達人，避過大陸軍的稽查。布蘭特在12月底尼亞加拉的部族會議上，大力鼓吹各族出兵協助英軍，但反應卻非常冷淡。
1777年初，布蘭特周遊多個部族繼續遊說。他在奧納奎加徵召了一支效忠派民兵，輾轉於7月23日返回奧斯威戈。當時約翰·伯戈因已經率領英軍南下尚普蘭湖，引發薩拉托加戰役，但他同時派巴利·聖烈治准將率領混合原住民的軍隊向西進發，繞道穿越莫霍克河谷地，再由西面夾擊奧爾巴尼。布蘭特率領他的莫霍克－白人混合部隊加入聖烈治麾下，塞恩加拉塔酋長也率領塞內加人加入。
1777年8月2日，聖烈治的開始史坦域斯堡圍城戰，但布蘭特的姐姐莫莉卻在家鄉得悉大陸軍民兵正前往救援史坦域斯堡，急忙向聖烈治通風報信。聖烈治在8月3日收悉信件後，隨即派布蘭特等人到莫霍克河谷予迎擊，並在8月6日引發奧里斯卡尼戰役。雖然英軍在戰役之初成功發動奇襲，但戰事很快就陷入近身混戰，雙方都死傷嚴重。此外，大陸軍的民兵亦有一定數量的奧奈達戰士，而他們卻在戰場上與親英派的莫霍克及塞內加人血戰。
奧里斯卡尼一役後，莫霍克人及塞內加人感到被英軍欺騙：他們本身只打算隨軍觀戰，或者乘機搶掠，不料最後竟要幫助英軍圍城，更在戰場上死傷慘重。他們憤而返回家鄉，並開始與親美的奧奈達人互相燒掠村莊報復，引發連鎖效應，令到易洛魁聯盟陷入徹底內戰。聖烈治最終因原住民部隊解散，只好撤回加拿大過冬；伯戈因則在10月陷入包圍，被迫向霍雷肖·蓋茨投降。

### 侵擾紐約州與「魔鬼布蘭特」

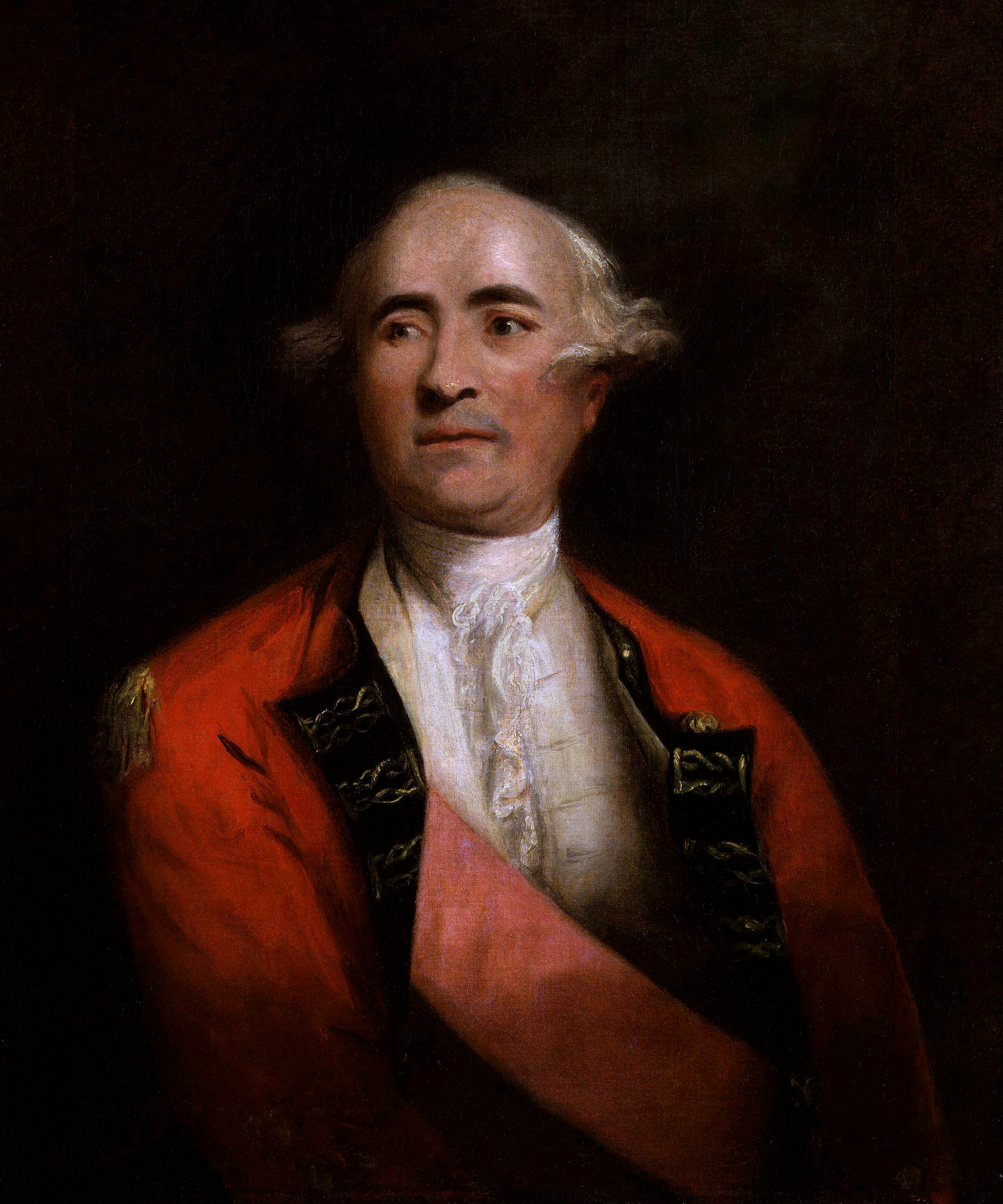
腓特烈·哈德曼在1778年出任魁北克省總督。他與布蘭特合力挽救英軍敗局，多次派原住民部隊侵襲美國西部邊境。當時的美國邊民將大部分的屠殺及破壞歸咎於布蘭特，令到他惡名昭彰，後世更稱他為「魔鬼布蘭特」。

布蘭特在1777年冬季回到尼亞加拉堡。當時負責印第安事務的美國將軍菲力·斯凱勒成功籠絡奧奈達人及圖斯卡羅拉人，促使兩個部族在整場戰爭協助美國作戰；奧奈達人更佔領了莫霍克河谷，令到布蘭特家業盡喪，而家人也要逃亡到尼亞加拉。這使到布蘭特自此對斯凱勒抱有敵意。踏入1778年初，易洛魁聯盟的莫霍克人、塞內加人及卡尤加人也決定支持英國，只有奧農達加人盡最後努力保持中立。
1778年5月，布蘭特開始率領效忠派的原住民及白人殖民者，侵襲紐約州親美的村莊城鎮。他在5月30日摧毀了科博斯基爾，引發邊疆廣泛回響。當時效忠派及塞內加人也在俄亥俄谷地四出燒掠，但殖民者卻經常將這些攻擊歸咎於布蘭特本人，令到他在邊疆一時間惡名昭彰。
同年6月，布蘭特與塞恩加拉塔兩名戰酋同意進攻懷俄明谷地，並引發7月3日的懷俄明大屠殺。雖然布蘭特在戰事當日不在現場，但殖民者卻一致認定他是元兇。一首1809年的紀念詩作更把他稱為「魔鬼布蘭特」（Monster Brant），並在後世廣為流傳。
1778年9月，布蘭特洗掠赫基默鎮，終於激起紐約州及大陸軍報復。大陸軍及民兵在10月洗掠了奧納奎加及尤納迪拉。這兩座小鎮是布蘭特長期的軍事行動中心。出於報復，布蘭特與塞內加人戰酋種粟者（另一說為塞恩加拉塔）聯同效忠派民兵，在11月摧毀了櫻桃谷，並引發櫻桃谷大屠殺。布蘭特在戰爭中以善待戰俘聞名，並嘗試阻止戰士屠殺平民，但憤怒的塞內加人為求報復而沒有理會。不論如何，布蘭特等人成功在美國邊疆製造恐慌，在12月回到尼亞加拉過冬。
1779年初，布蘭特前往魁北克市，面見新任魁北克省總督腓特烈·哈德曼，要求他提供薪金及軍用補給，並且保證在戰後准許易洛魁六大部族返回原居地。當時哈德曼對布蘭特於1778年的表現非常佩服，而卡爾頓及印第安部的官員也對布蘭特有很高評價，故此他同意了布蘭特所有要求。1779年6月，喬治·華盛頓派約翰·沙利文率領大陸軍深入俄亥俄谷地，摧毀威脅美國的原住民部落，是為沙利文遠征。沙利文的軍隊率先摧毀奮力保持中立的奧農達加人村莊，迫使他們請求英軍保護，然後繼續進發，幾乎把所有卡尤加人和塞內加人的村莊摧毀。7月布蘭特成功洗掠明尼星克，但他與其他的原住民軍隊卻在8月底的紐頓戰役遭到沙利文擊敗。他也在這段時間與塞內加酋長紅外套交惡。當布蘭特等人回到尼亞加拉過冬時，該地已經聚集了超過3,000名易洛魁聯盟的難民。
布蘭特在1780年繼續侵襲紐約州，報復沙利文遠征造成的損傷，並在3月獲哈德曼授予少校軍銜。他在8月率軍侵襲史坦域斯堡，沿途摧毀了數座奧奈達人村落。10月布蘭特在克洛克田野戰役受傷，但落敗的英軍已經摧毀了大量的革命派農田，達到作戰目的。1781年初，布蘭特又再侵襲史坦域斯堡，但他很快被哈德曼召回，迎擊遠征底特律的大陸軍民兵。他在8月24日擊敗了準備遠征的民兵，暫時瓦解了攻勢。當布蘭特在10月返回底特律養傷時，英軍已經在約克鎮圍城戰役投降，但確實消息要到1782年初才傳到底特律一帶。

## 戰後政治生涯

### 停火條約、西部聯邦、土地補償及出訪英國

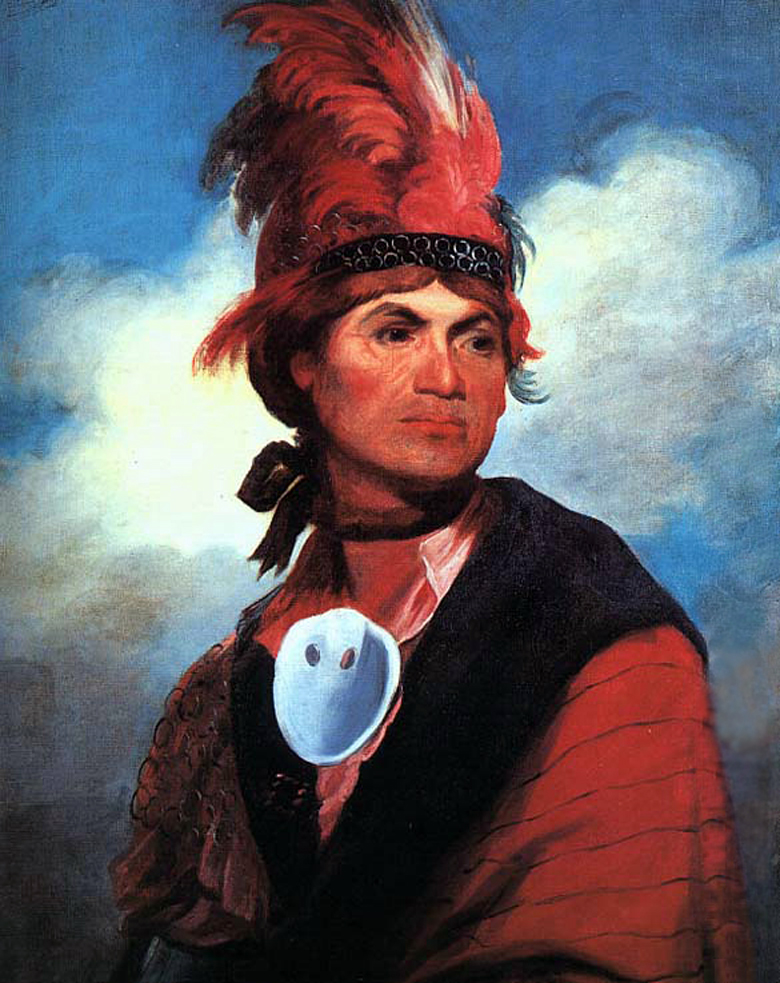
1786年，布蘭特第二次到訪英國，爭取倫敦政府提供戰爭補償。他的老朋友第一代黑斯廷斯侯爵法蘭西斯·羅頓-黑斯廷斯及珀西伯爵專程請畫家吉爾伯特·斯圖爾特為布蘭特繪畫兩幅肖像。圖為羅頓勳爵收藏的布蘭特肖像。

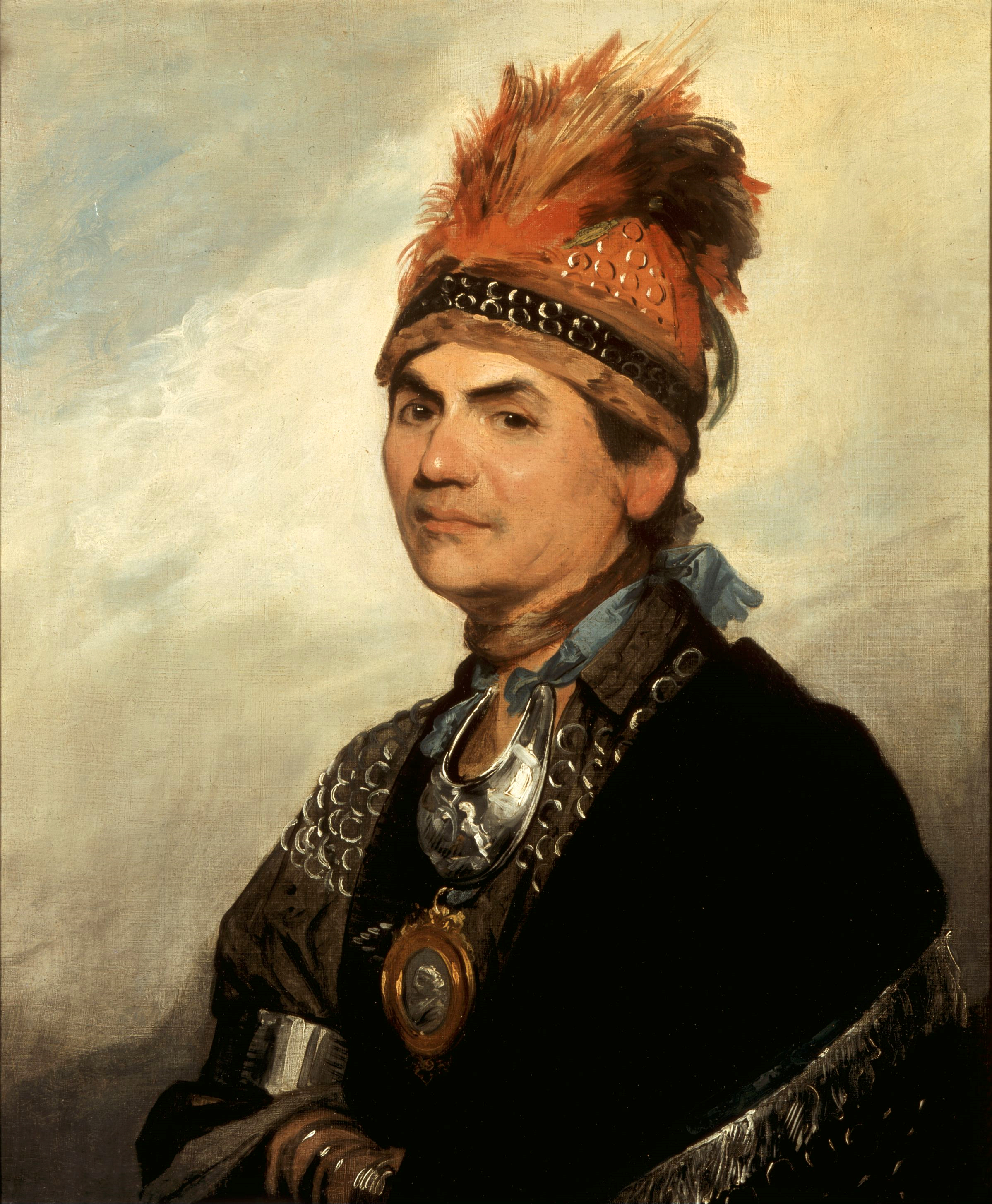
珀西伯爵收藏的布蘭特肖像。

約克鎮圍城戰役後，英國與美國開始商討停火，但北美原住民卻不能參與停火條約的土地分配問題。由於訊息阻隔，布蘭特與其他酋長只能透過新任印第安事務總監約翰·詹森爵士及哈德曼總督，接收議和進度的消息。1783年4月，北美英軍總司令卡爾頓將巴黎條約的草約簽訂消息轉告哈德曼。該草約在1782年11月簽訂，承認美國佔有五大湖以南、密西西比河以東的大片土地，但對原住民隻字未提，而且破壞1768年史坦域斯堡條約的原住民－殖民地邊界。哈德曼本人對此大為震驚，他一方面要求新一屆倫敦政府即時制訂原住民政策，另一方面嘗試封鎖消息，但消息很快已經傳遍尼亞拉加地區。
隨著原住民的土地安排升級為國際外交事務，布蘭特的角色便日益重要。他在莫霍克人之中只是一名戰酋，卻又是唯一有能力同時與英國、美國及各大部族交涉的人物。布蘭特得悉條約內容後，猛烈批評英國背信棄義，並在1783年5月13日召開原住民大會，向親英的易洛魁聯盟及五大湖部族酋長解釋條約內容。他在5月21日趕到蒙特利爾，要求哈德曼作出公正處理。當時哈德曼仍在等待倫敦政府答覆，但他私下向布蘭特提出在加拿大設立原住民居留地，讓效忠英國的部族定居生活。哈德曼亦不待倫敦政府批准，即時派測量官勘測合適土地。布蘭特隨後把消息帶回原住民部落，並與一眾酋長提出與五大湖的原住民組成西部聯邦，聯合牽制美國的西部擴張，先後獲得哈德曼及倫敦政府准許。
此外，布蘭特也代表西部聯邦與美國談判停火。他嘗試利用美國邦聯議會與各州之間的矛盾，為原住民爭取最大利益，並參與1784年史坦域斯堡條約的初期會議。他也在這段時間與西遊的詹姆斯·門羅建立通訊。後來布蘭特在冬季回到加拿大，打算到英國向倫敦政府遊說，但邦聯議會的代表卻在布蘭特離開後，強迫原住民於1784年10月22日簽署條約，放棄俄亥俄谷地所有土地。布蘭特當時剛剛返抵魁北克市，並在10月25日接獲即將退休返國的哈德曼簽署的《哈德曼公告》，確認英國政府將會向原住民撥出格蘭河六國原住民居留地，作為戰爭補償。他後來推遲訪英行程，協助安置原住民到格蘭河居留地，並與一眾酋長拒絕承認史坦域斯堡條約。
布蘭特在1785年10月終於啟程前往英國，並在1786年1月4日聯同印第安部官員，與內政大臣悉尼勳爵會面。當時英國有謠傳指布蘭特與門羅私通，倘若英國不滿足原住民的訴求，布蘭特就會率領部族投靠美國。這反而使到布蘭特獲得政府厚待。他在等待英國政府答覆時與多名英國政要建立關係，而老朋友羅頓勳爵及珀西伯爵更請畫家吉爾伯特·斯圖爾特為他繪畫了兩幅肖像畫。經過卡爾頓的轉介，布蘭特在3月與戰爭部次長伊雲·納皮恩會面，終於為原住民爭取到額外的戰爭補償金額。

### 西北印第安戰爭及出訪費城

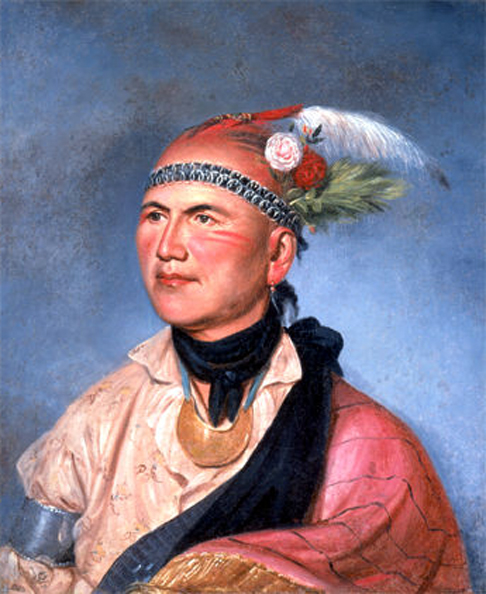
布蘭特在1792年曾到訪費城，與喬治·華盛頓及亨利·諾克斯商討西北印第安戰爭的議和方案，但雙方最終不歡而散。1797年，布蘭特再次到訪費城，卻利用法國大革命戰爭的國際形勢向英美兩國施壓，從而爭取族民最大利益。圖為美國畫家查爾斯·威爾遜·皮爾在1797年為他繪畫的肖像。

布蘭特在1786年7月回到尼亞加拉，其時美國與原住民的關係急劇惡化，邊境更時有零星武裝衝突，但英國政府已經表明不會武力支援原住民盟友。布蘭特隨即走訪多個部族商討對策，但同年10月西北印第安戰爭卻因美國民兵燒毀蕭尼族村莊而爆發。
戰爭爆發之初，布蘭特嘗試以外交手段解決問題，並召開多次原住民大會。西部聯邦最後向美國戰爭部長亨利·諾克斯及邦聯議會提交聯署信，不承認巴黎條約及史坦域斯堡條約的土地安排，要求美國與西部聯邦一體商討和約，不得與個別部族進行和談。不過，諾克斯要到1787年7月才在費城收到信件，其時邦聯議會已經通過《西北條例》，任命阿瑟·聖克萊為西北領地首任總督，預備在俄亥俄谷地設立新的美國州份。美國隨後採取離間政策，繼續與個別部族商討和約，而特拉華人及休倫人也願意接受和談，令到鬆散的西部聯邦出現分裂。1789年1月9日聖克萊與部分原住民簽訂了哈馬堡條約，但邊疆衝突卻仍舊如故，反而加劇原住民部落的戰意，而居中調解的布蘭特則成為眾矢之的。
西北印第安戰爭最終在1790年步向高峰。美國總統喬治·華盛頓上任後為平定邊境衝突，在1790年6月7日指示諾克斯籌組遠征軍，進攻原住民村莊。起初，西部聯邦在戰爭上取得優勢：原住民在1790年10月擊潰了哈馬的遠征軍，更在1791年11月的禾巴鍚戰役將聖克萊全軍殲滅。經歷連番挫敗，華盛頓一方面指派安東尼·韋恩編組合眾國軍團，另一方面嘗試與西部聯邦舉行和談，並多次邀請布蘭特長到訪費城，但雙方卻因禮儀及人身安全問題，而遲遲未有成事。後來親美的易洛魁部族加入斡旋，而美國政府又在1792年5月厚待到訪費城的塞內加人及酋長種粟者，布蘭特才同意與數名酋長前往費城。
布蘭特在1792年6月20日抵達費城，先後與華盛頓及諾克斯會面，但雙方在疆界問題上爭持不下，沒有取得任何成果。西部聯邦隨後決定繼續作戰，卻在1794年8月20日的鹿寨戰役戰敗，而聯邦也在欠缺英國支持下逐漸解體。1794年11月，英國與美國簽訂傑伊條約，撤出舊俄亥俄谷地的所有堡壘，而參戰的西部原住民則在1795年8月與韋恩簽訂格林維爾條約，放棄舊俄亥俄谷地的土地主張。

### 晚年周旋英美雙方

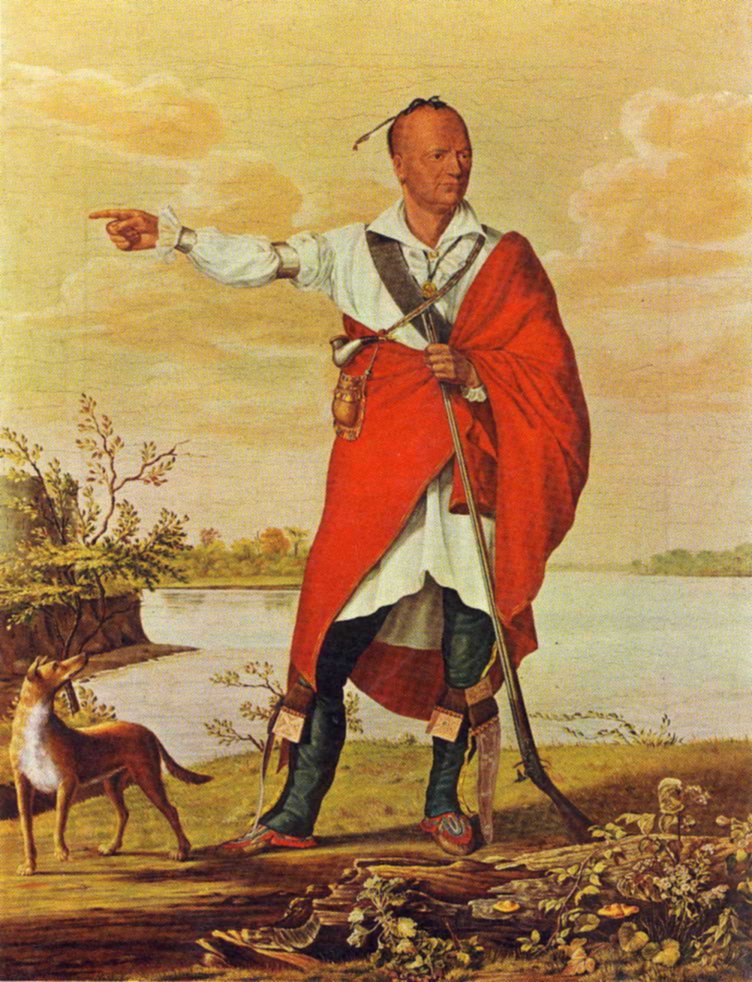
布蘭特晚年畫像。他極力爭取原住民在格蘭河六國原住民居留地的權益，但與此相關的土地爭議卻從未獲得平息。

西北印第安戰爭後，布蘭特專注於開拓格蘭河居留地，不再參預西部的部族會議。他未能吸引更多美國境內的原住民搬入居留地，而加拿大總督卡爾頓隨後也予以阻止，以防美國勢力滲入。這使到格蘭河的人口並非以莫霍克人為主，更有不少效忠派白人及其他部族定居。1790年，布蘭特在沒有通知加拿大政府之下，向密西沙加人購入安大略省伯靈頓灣一帶共3,450畝的土地。加拿大政府起初指責布蘭特無視英國的土地買賣法律，但布蘭特卻拒絕讓步，結果加拿大副總督約翰·格雷夫斯·閃高只好下令印第安部以英國政府名義，向密西沙加人補回購地手續。
由於格蘭河的資源有限，更時常爆發饑荒，不少居民開始陸續遷回美國境內。布蘭特為維持居留地的生計，打算把部分土地出售圖利，但加拿大政府卻打算乘機收回居留地。當時歐洲正值法國大革命，英國已經投身法國大革命戰爭，而美國聯邦黨及民主共和黨又分裂成親法與親英兩派。結果，布蘭特決定利用美國的黨派爭議，再回頭牽制英國政府，以爭取原住民最大利益。1797年布蘭特到訪費城，一方面向派駐當地的英國大使投訴，另一方面卻刻意會見親法派的美國政要阿龍·伯爾，並且拒絕接見所有支持傑伊條約、被視為親英的共和黨議員。
由於當時法國仍然擁有路易斯安那殖民地，布蘭特此舉在美國和英國政界投下陰影，兩國都擔心原住民可能會支持法國而起兵作戰，令到革命戰爭波及北美。英國內政大臣波特蘭公爵在7月指令加拿大政府不得准許布蘭特的土地買賣，只可考慮以其他方式予以補償，但加拿大行政會議考慮到邊疆安危，最終在7月26日決定向布蘭特妥協。1798年2月5日，布蘭特簽下契約，以39,867英磅出售居留區共352,707畝土地，用以改善居留地的居民生活。不過由於買地者多為投機人士，時常拖欠利息，原住民的生計並沒有得到大幅改善。
英國政府經歷售地案一役後，決定強化原住民的分治政策，而布蘭特則繼續利用法國與英國周旋，甚至提出邀請北美的法國保皇黨居民遷入居留地。有感英國已經習慣了法國的「威脅」，布蘭特在1801年甚至聯絡紐約州州長喬治·克林頓，提出購買伊利湖西南的土地。這使他與加拿大政府之間的關係轉趨緊張。布蘭特的健康在1800年代初開始惡化，但他繼續阻止加拿大收回格蘭河居留地。他的領養子侄約翰·諾頓在1805年曾經到英國爭取支持，但成效並未顯著，而居留地的爭議也一直持續。
布蘭特在1807年11月24日於伯靈頓的住宅病逝。他的年輕兒子約翰·布蘭特不久也成為莫霍克人戰酋，並在1812年戰爭與諾頓一同協助英軍作戰。他和約翰的遺體，都在1850年轉移到布蘭特縣布蘭特福德的莫霍克教堂再次下葬。